# Eclipse lunar de 15 de junho de 2011

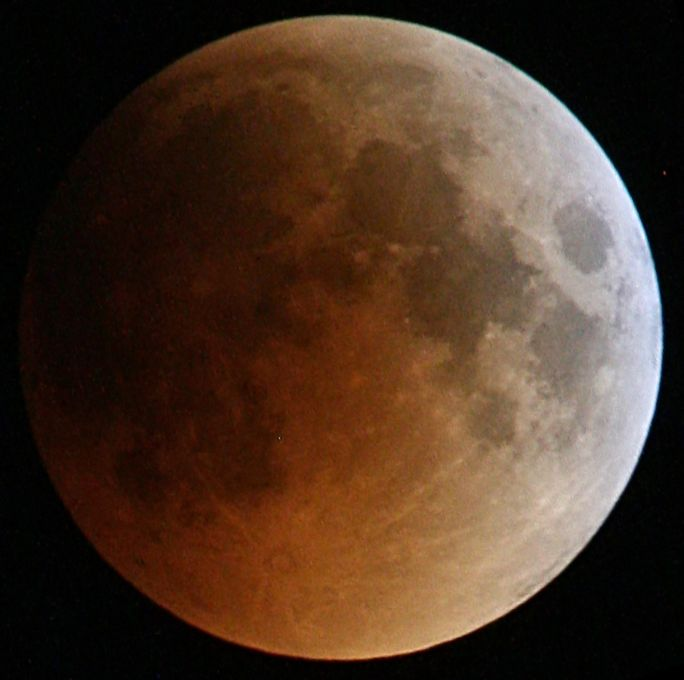
Eclipse total visto de Dar es Salaam, na Tanzânia

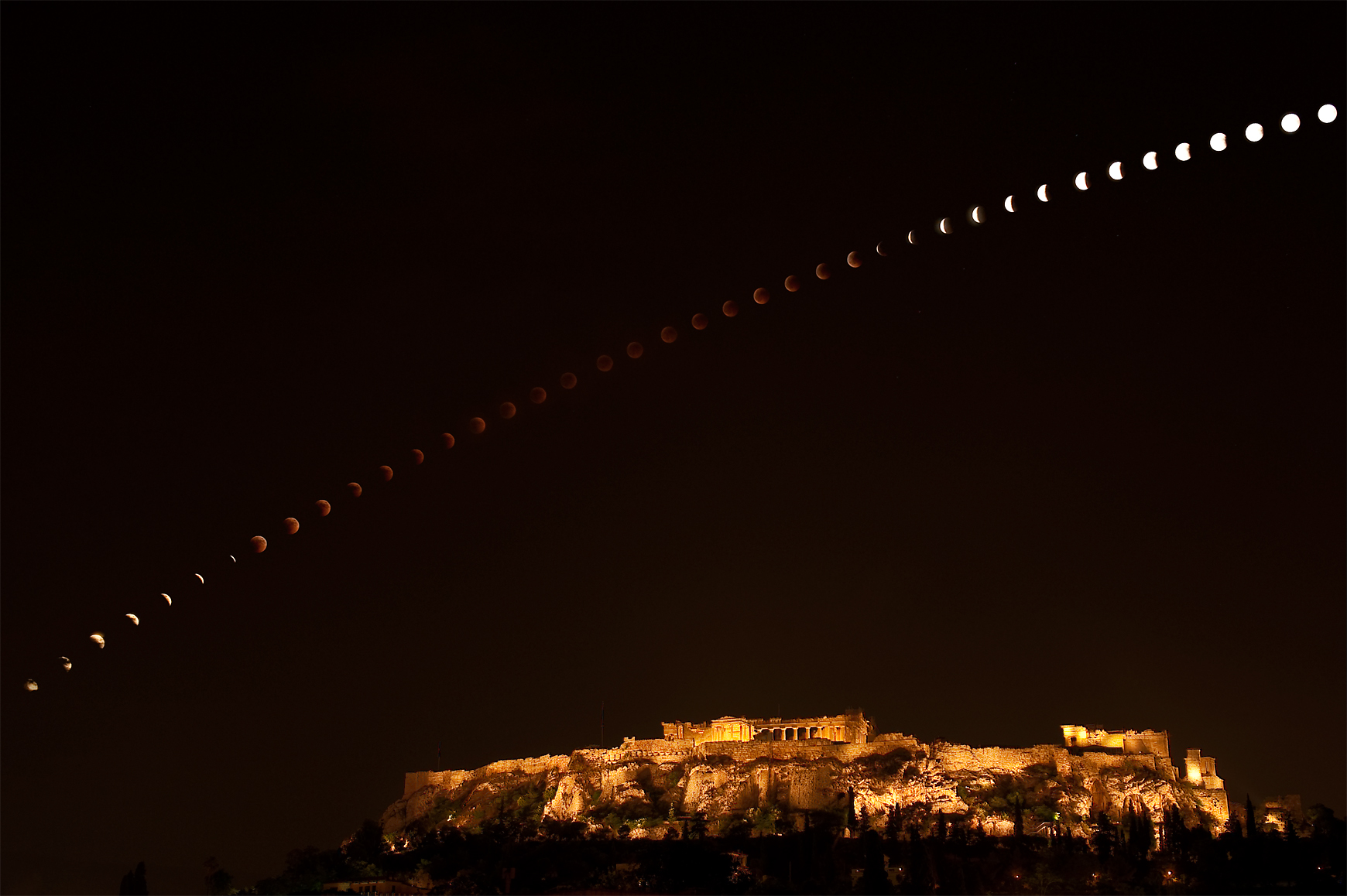
As várias fases do Eclipse lunar de 15 de Junho, sobre a Acrópole de Atenas.

Um eclipse lunar total ocorreu no dia 15 de junho de 2011, o primeiro visível neste ano. Foi visível no continente africano, na Ásia Central e também na América do Sul. Enquanto a lua surgia no horizonte no continente sul-americano, na Austrália e no leste da Ásia, a lua desaparecia. Esse foi o eclipse lunar mais longo (aproximadamente 2 horas) e também um dos mais escuros dos últimos anos, desde o eclipse total de 16 de julho de 2000.
Sua magnitude umbral foi de 1,6999 e a penumbral foi de 2,6868. Foi o eclipse de número 34 da série Saros 130, que terá um total de 72 eclipses.